# Colea Vâlcov
Nicolae « Colea » Vâlcov (né le 23 février 1909 à Bolgrad (Empire russe) et mort le 31 mars 1970) est un joueur et entraîneur de football roumain d'origine moldave.

## Biographie
Vâlcov est célèbre pour avoir été l'un des meilleurs joueurs offensifs du Venus FC Bucarest durant les années 1930, avec ses frères Petea et Volodea. Il fut probablement le plus talentueux des trois, avec un excellent jeu de tête (une de ses meilleurs armes) et une bonne vision de jeu, surtout dans le camp adverse.
Les trois frères, moldaves d'origine, sont induits dans la liste des plus grands joueurs de l'histoire du club du Venus Bucarest. Ses deux frères auront des fins tragiques. Petea meurt sur le front de l'est contre les Soviétiques durant la Seconde Guerre mondiale, tandis que son autre frère Volodea meurt de tuberculose.
Après sa carrière de joueur, Colea est entraîneur de football. Il prend tout d'abord les rênes de l'équipe de Roumanie, puis du FC Steaua Bucarest (il est le second entraîneur de l'histoire du Steaua) et enfin du Dinamo Bucarest.

## Palmarès
Joueur
Venus FC Bucarest
- Championnat de Roumanie : 5
  - 1931–32, 1933–34, 1936–37, 1938–39, 1939–40

Entraîneur
Steaua Bucarest
- Coupe de Roumanie : 1
  - 1948–49